# Dialetto armeno orientale

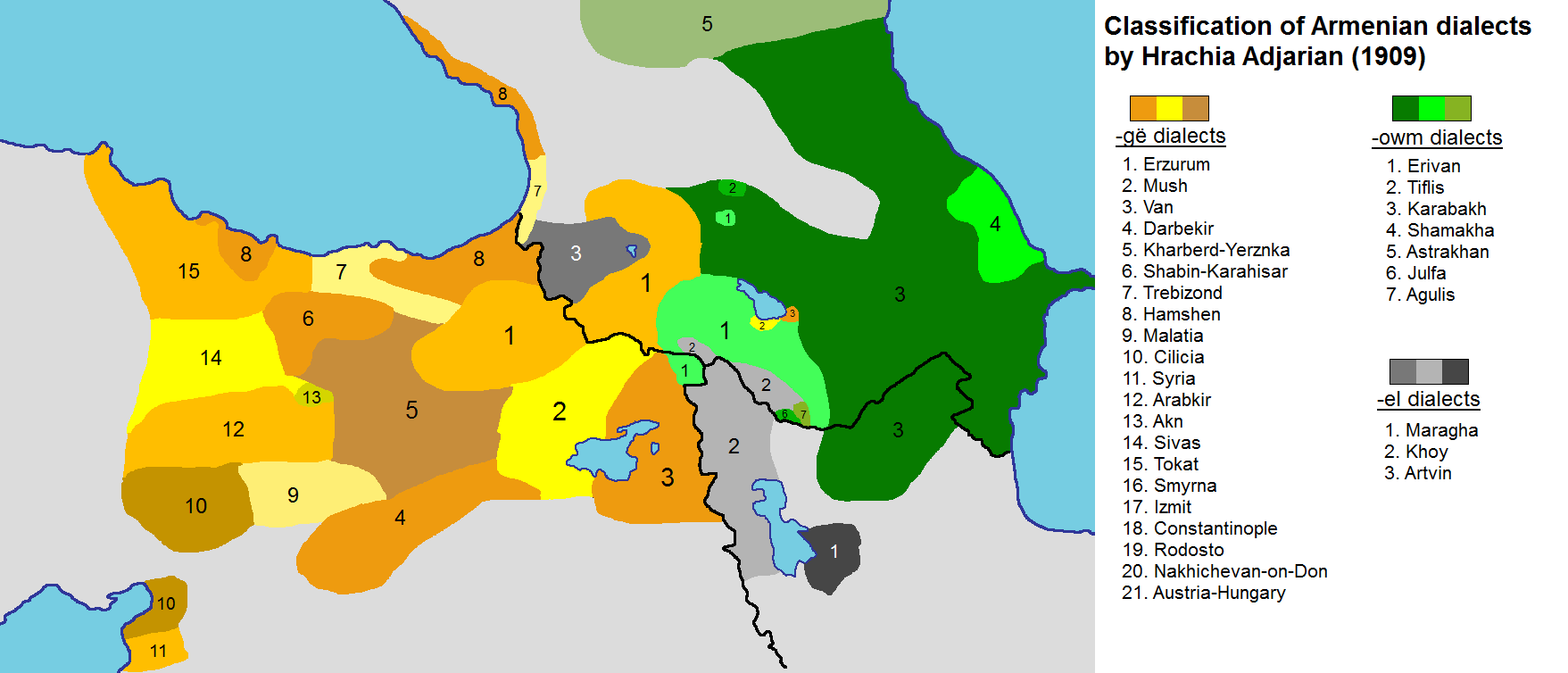
Mappa dei dialetti della lingua armena nel 1909.

Il dialetto armeno orientale (nome nativo: արևելահայերեն, arevelahayeren) è uno dei due dialetti moderni della lingua armena ed è parlato nel Caucaso, in particolar modo nella Repubblica d'Armenia e nel Nagorno-Karabakh ed anche dalle comunità armene in Iran.

## Numeri cardinali da 0 a 10
զրո (zero), մեկ (uno), երկու (due), երեք (tre), չորս (quattro), hինգ (cinque), վեց (sei), յոթ (sette), ութ (otto), ինը (nove), տաս (dieci).
Il sistema di numerazione armeno è un sistema numerico storico creato utilizzando le lettere maiuscole dell'alfabeto armeno. Nella Repubblica d'Armenia sono usati normalmente anche i numeri arabi. I numerali armeni sono utilizzati più o meno come i numeri romani nel mondo occidentale.